# SINoALICE -シノアリス-
『SINoALICE -シノアリス-』は、スクウェア・エニックスとポケラボの共同で企画・運営されたスマートフォン向けゲームアプリ。2017年6月6日からサービスを開始しており、基本プレイ無料のアイテム課金制となっている。キャッチコピーは「それは最悪の『物語』」。

## 概要
ヨコオタロウが原作およびクリエイティブディレクターを担当するスマートフォン向けゲームアプリ。RPG。キャラクターデザインはジノ、音楽は岡部啓一とMONACAが担当している。物語は「ライブラリ」と呼ばれる世界を舞台に、「キャラクターズ」と呼ばれる登場人物たちが自身の作者を蘇らせるために他のキャラクターズと殺し合うという内容になっている。
2017年2月16日から事前登録を開始し、当初は同年5月下旬配信としていた。2017年5月23日に公式ツイッターアカウントより正式な配信日が発表され、Android、iOS共に2017年6月6日からサービスを開始。しかし配信から間もなくアクセス過多による負荷でサーバーがダウン。長時間のメンテナンスが必要となったために正式サービスの延期を発表。翌日の7日昼から配信を再開した。
上記したような障害の影響は本作のメインコンテンツの一つとも言える「コロシアム」にも及び、再配信後もプレイ不可の状態が続くなどの不具合を起こしていた。そのため2017年6月11日には公式ツイッターアカウントが開催の延期を発表し、正式に休止状態となる。その後、配信からちょうど1ヶ月となる2017年7月6日から「殺シアム最敵性実験大祭」という名称のオープンβテストを実施。このテストの結果を元に検証と改善が行われ、2017年8月3日から正式に開催されるようになった。
2017年6月23日にはユーザー数が200万人を突破。また同年6月27日にはAppStoreのトップセールスランキングで1位を獲得したことが公式ツイッターアカウントから報じられている。
2020年6月30日にPC版がDMM GAMESにてサービス開始。
2018年10月2日に台湾や香港、マカオで台湾のKOMOEテクノロジーにて配信すると発表され、同年11月29日に配信開始。11月15日にネクソンよるグローバル配信を2019年が発表され、2020年7月1日にサービス開始された。
2023年10月26日にサービスの終了を発表、同年12月20日にストーリー最終章を更新した後、同年12月26日にPC（DMM）版、2024年1月15日にiOS/Android版のサービスを順次終了した。サービス終了後、「シノアリスだったナニカ」という閲覧専用アプリとなった。

## システム
基本的なシステムとして所謂「スタミナ制」を導入しており、「AP」と呼ばれるポイントを消費して各種クエストに挑戦し、武器やジョブの強化をしながらストーリーを進行させる・もしくはコロシアムに挑戦していくのが主なゲーム内容となる。
グラフィックは3DCGではなく2Dが採用されており、ホーム画面などでは設定イラストに近い状態のキャラクターが、戦闘中はややデフォルメした状態で描かれたキャラクターたちがLive2Dのように動く。
なお戦闘はサイドビューで描かれたリアルタイムバトルとなっており、これは基本的には1人でプレイできるが、「共闘」システムや「コロシアム」による多人数での協力、対戦要素も用意されている。

### 戦闘
プレイヤーを含めた計5人でチームを組んで行われるリアルタイムバトル。プレイヤーは事前に編成しておいた「装備セット」の中から使用するセットを選んで挑み、プレイヤー側が全滅する前に敵対するナイトメアを全滅させれば勝利となる。プレイヤー以外の参加者は共闘設定で指定しない限り、プレイヤーと発揮値の近いCPU、もしくは共闘で参戦してきた他のプレイヤーを含めたもので構成される。なお戦闘には「オートモード」機能も用意されており、これは戦闘中いつでも任意でマニュアル操作と変更できる。
攻撃
プレイヤーが選択できる攻撃方法には「通常攻撃」「スキル攻撃」「召喚」の三種類があり、それぞれ「SP」と呼ばれるポイントを消費して行う。またこのSPの消費量はそのまま「ジョブ経験値」にもなる。
属性
プレイヤーが装備する武器や敵であるナイトメアには属性が設定されており、火・水・風・無の計4種類がある。火・水・風には三すくみの強弱関係があるが、無属性はそれらの影響を受けない。またこれらの他に物理と魔法の要素があり、魔法防御が高い相手への魔法攻撃は、たとえ弱点属性であっても思ったようなダメージを出せないというようになっている。

### 編成
編成にはジョブ、武器、防具、ナイトメアといった要素がある。
ジョブ
キャラクタークラスのこと。初期実装のジョブとしては「ブレイカー」「クラッシャー」「ガンナー」「パラディン」「クレリック」「ミンストレル」「ソーサラー」の計7種類が用意されており、前者4職は攻撃系ジョブ、後者3職は回復・支援・妨害系ジョブ(以下支援系ジョブ)となっている。攻撃系ジョブと支援系ジョブとでは装備可能な武器が、またジョブ毎では得意としている武器種が異なっており、それによってある程度の役割分けがなされている。2018年6月時点では、これら7種類のジョブの他に「キービジュアルジョブ」「コラボジョブ」と支援系ジョブで唯一直接攻撃できる「メイジ」が追加されている。
武器
「刀剣」「打撃」「射出」「長柄」「祈祷」「魔書」「楽器」「魔具」の系8種類が用意されており、刀剣～長柄が攻撃系ジョブ、祈祷～魔具が支援系ジョブの装備となる。なお攻撃系ジョブ用の武器では刀剣と打撃が物理攻撃、射出と長柄と魔具が魔法攻撃となっている。また打撃と長柄は複数体への攻撃が可能という特徴がある。
防具
「頭」「胴」「手」「足」の四ヶ所にそれぞれ装備することができ、物理防御や魔法防御を上げることができる。ジョブによる装備の可不可は無い。同一のシリーズを一式装備すると「セット効果」が発揮され、特定の種族に対するスキル効果が上がるなどの恩恵を受けられる。
ナイトメア
召喚獣のようなもの。ジョブによる装備の可不可は無い。呼び出すまでに一定の時間がかかるが、パラメーターの向上やスキルで消費するSPの量を軽減させるなどの効果が得られる。

### モノガタリ
APを消費して行う各種クエスト。なおクエストごとにボーナスがかかるキャラクターが設定されており、ボーナスキャラクターを使うことで得意武器のスキル威力が上がるなどの効果を得ることができる。
ストーリー
メインシナリオ。複数の節や章、編から成っており、クエストをクリアしていくことで物語の続きを読み進められるようになる。なおこれはオムニバスストーリーとなっており、キャラクター毎に個別のシナリオが用意されている。また章によっては「クロスストーリー」が発生し、別々のキャラクターが邂逅、そして共闘もしくは対立する様子を見ることもできる。
共闘
他のプレイヤーと協力してモノガタリに挑戦する機能。他者が挑戦中のクエストに任意で参加することができ、1つのクエストに最大で5人まで参加することができる。この「共闘」は自分がされる場合についてある程度の設定が可能であり、完全にランダムで他のプレイヤーを呼ぶことも、指定したプレイヤーだけを呼ぶこともできる。
イベント
決められた時間や期間のみ挑戦できるクエスト。時間限定の「強化素材クエスト」、曜日限定の「進化素材クエスト」・「金策クエスト」、期間限定の「イベントクエスト」が用意されており、これらは通常のクエストに比べて特定のアイテムが入手し易くなっているなどの利点がある。

### コロシアム
ギルドによる対抗戦。ギルド内で設定した5名が前衛、その他のメンバーが後衛となり、最大15vs15で戦う多人数でのリアルタイムバトルとなっている。イベント同様に決められた時間帯に開催され、時間内により多くの「イノチ」を獲得したギルドの勝利となる。
ギルド
コロシアムに参加するために組むコミュニティ。一つのギルドには15人まで所属できる。
撃墜タイム
敵前衛を全員倒すと「撃墜タイム」へ移行し、敵ギルドシップを攻撃できるようになる。ここで敵ギルドシップを撃墜できると、大量のイノチを獲得できる。
蘇生タイム
自軍前衛が全滅した場合は「蘇生タイム」へと移行する。SPを消費して全員を復活させ、さらに一定の時間が経過すると再び戦闘へ復帰することが出来る。
オソウジ
APの回復手段。通常のオソウジと同様に、画面内の敵をタッチで倒していくことでAPが回復する。なお通常のオソウジとは異なり、挑戦するタイミングや回数に制限が無い。
グランコロシアム
ギルド対抗のランキングイベント。通常のコロシアムと異なり、事前にエントリーしたギルドのみが参加できる。上位入賞することにより多くの報酬を獲得できる。

### ガチャ
ランダム型アイテム提供方式の文字通り「ガチャ」であり、本作における主なアイテム課金要素。プレイヤーは必要数の「魔晶石」と呼ばれるアイテムを対価として払うことで、このガチャから武器を手に入れることができる。
魔晶石
「欲望の結晶」とも呼ばれているクリスタルのような物。上記のガチャに使用するほかに、APの回復やモノガタリで敗北した際のコンティニューなどにも使える。リアルマネーでの購入が主であるが、ゲーム内の報酬でも得ることができる。

### オソウジ
APを回復する手段の一つ。モノガタリともコロシアムとも異なる独自のミニゲームのようなもので、コロシアム中に行うものを除けば、通常は数時間おきに一度、もしくは「オソウジ券」を使用することで挑戦することができる。ただし、ランク150までは、回数無制限となっている。内容は画面上に現れる敵をタッチ操作で倒していくというもので、倒した数に応じてAPを回復することができる。

## あらすじ
本で埋め尽くされた世界・ライブラリ。この世界に迷い込んだ童話の登場人物達（キャラクターズ）は、作者を復活させる為に、他のキャラクター達を滅ぼす必要があった。
作者によって救済されし、少女達が紡ぎ出すは「最悪の物語」。

## 登場人物

### キャラクターズ
自身の作者を復活させるべく、全ての「イノチ」を集める戦いをしている存在。最終的には全員が殺し合う運命にあるが、目の前にある目的を果たすためにその場限りの共闘をすることもある。
全員が著名な童話の主人公の名を冠しており、基本的な人物設定はそのキャラクターと共通している。ただし個々の性格は原作とは異なっており、また各自にコンセプトとなるようなキーワードが割り振られている。
アリス
声 - M・A・O
作者を蘇らせたいという想いに「束縛」されている少女。今作の主人公とされる。心のなかに恐怖や孤独を抱えているようで、作者を復活させて救済されることを渇望している。なお他者の犠牲が必要であるその行為（作者の復活）を決して正しいものではないと感じており、戦いに際しては悩んだり胸を痛めたりしているような様子を見せる。オーラは青色で、兎耳を模した形をしている。
スノウホワイト
声 - 上田麗奈
自分の信じる「正義」に殉じて戦い続ける少女。自身を生み出した主たる作者に対して強い忠義を感じており、作者を蘇らせるのは正しいことであるという想いの元、どんな犠牲を払ってでもそれを叶えようと考えている。オーラは赤色で、首元でネックレスのように輝く。
シンデレラ
声 - 喜多村英梨
他者を貶めることやいたぶることを楽しむ「卑劣」な少女。自身の境遇（母や姉からの虐めを受けた過去や、王子の気まぐれによる救済）に強い不満を持っており、それら全てを自分の都合の良いように書き換えるために作者の復活を目指している。オーラはピンク色で、靴の一部として時計の針の形を成している。
ヘンゼル・グレーテル
声 - 内田真礼
「虚妄」を抱えて進む兄妹。鳥かごを持ち歩いている少女がグレーテル、鳥かごに入った頭がヘンゼルとされていた。のちのストーリー上で、グレーテルと思われていた少女が実は兄のヘンゼルであったことが明かされている。ヘンゼルは常に虚ろな様子で「兄様」へ話しかけるばかりであり、作者を復活させる理由はおろか、復活させたいという意思があるのかさえ判然としない。オーラは二色あり、ヘンゼルは服の紐の先端にターコイズグリーンのワイヤー状のオーラを持つ。ヘンゼルの持つ鳥かごや中の頭、武器からは赤紫色の靄のようなオーラが発せられている。
いばら姫
声 - 本渡楓
安寧たる「睡眠」だけを求めて作者を復活させようとしている少女。周囲を黒いいばらに囲まれた状態で行動しており、武器を持つ手や歩く足もすべていばらがその役割を担う。常時眠気に苛まれているようで、少しでも落ち着ければすぐに眠りに入る。また非常に寝起きが悪く、「睡眠を邪魔されたから」という理由で戦っていることもしばしば。彼女を眠りから覚ました王子様のことも、あまりよく思っていないようである。オーラは紫色で、彼女の着るワンピースの裾や襟元からいばらのように伸びている。
赤ずきん
声 - 今村彩夏（初代）→ 立花理香（2代目）
血や殺しを好む「暴力」性に満ちた少女。他者を殺すことを「遊び」と称し、自分が遊び続けられる世界を手に入れるために作者の復活を目指している。のちに自らが作者を復活させるという目的を忘れて暴行に明け暮れるなど、手段と目的が混同しているような様子がある。オーラは橙色で、留め針のように外套に突き刺さっている。
かぐや姫
声 - 伊藤静
より強い人間から嬲られることを望むという「被虐」嗜好を持つ女性。自身の強さ故にどれだけ求めても満足の行くような痛みを与えてくれる対象に出会えなかったため、作者を復活させて自分がより虐げられるような物語を作ろうと考えている。オーラは空色で、炎のように武器の周りを揺らめく。
ピノキオ
声 - 三瓶由布子
他者に意思決定を任せようとする「依存」体質の少年。自分には何もできない・物事を決めることが出来ないと考えており、作者を復活させようとするのも依存先として求めているためである。戦闘時は武器として所持している非常に凶暴で口の悪い「杖」の動くままに殺しを重ねているが、それについて「殺しているのは武器であって自分ではない」として一切責任を持とうとはしない。オーラは黄緑で、武器に絡みつく鎖のような形状をしている。
人魚姫
声 - 能登麻美子
「物語は『悲哀』に満ちているほど美しい」と語る少女。物語の美しさを引き立たせるのは悲劇であると考えており、より美しい物語（＝悲劇）を求めて作者を復活させようとしている。長く艶めく青い髪は常に湿っており、先端は尾びれとなっている。オーラは水色で、アンクレットのように右足首を覆う。
ドロシー
声 - 高橋李依
ただひたすらに研究を繰り返す、異様なまでの「探究」心を持つ少女。作者を復活させた暁には、作者の脳をホルマリン漬けにしたいと考えている。オーラは金色で、魔女のキスの呪いのように前髪に髪飾りがついている。
くるみ割り人形
声 - 白熊寛嗣
2018年2月7日より追加。
他のキャラクターズと異なり、ライブラリ寄りの立場。「これだから最近の若者は」と口癖の様に文句を誑す「老害」の翁。説教臭く、美人に目がない。名前の通り、木彫りの人形。戦闘の際は敵の頭をクルミの如く噛み潰す。他のキャラクターズのような作者復活を望んでの参戦ではなく、説教を垂れに行くための様子。
三匹の子豚
声 - 悠木碧
2018年4月12日より追加。
永遠に何かを食べ続けようとする「暴食」の三姉妹。3匹で1キャラ扱いであり、声も悠木碧1人で3匹すべて担当している。
もっと美味しいものを作ってもらうために作者を蘇らせることにしたようだ。
戦闘は3匹がローテーションで行い、残りの2匹は紅茶を飲んだり、ケーキを食べたりしている。武器スキルを使用すると、応援する動作を取る。オーラは桃色だが､ハーフナイトメア限定である｡
アラジン
声 - 柿原徹也 / 藤原夏海（ジョブ「Child」）
2018年9月15日より追加。
魔法のランプを手に入れたことで大金持ちになった「成金」の若者。なんでも金さえあれば解決できると考えている。
作者のことも金で蘇らせようとしているが…。
お金が優先されていて人の心がわからないととられがちのアラジンだが、キャラクターズの中ではかなりの常識人で相手を気遣う様子もよく見られる｡
コミットする、リスクヘッジ、ビッグビジネスなど上げればキリがないほど、ビジネス用語を何かと多用する｡オーラは浅葱色｡
ラプンツェル
声 - 藤田茜
2019年6月13日より追加。
母親によって高い塔に閉じ込められた「純潔」の乙女。
王子と出会うまでは男性の存在を知らなかったが、そんなある日王子と出会いラプンツェルは初めては男性の存在を知ることとなる。だがその王子と関わったことで母親が怒り、ラプンツェルは塔から投げ出される。
男性とは仲よくなりたいと思ってるが、女性は母親のように恐ろしいものと思っている。女性は自分に対し嫉妬して襲ってくるのだと思い込んでおり、女性のナイトメアを躊躇なく殺していく。
作者にはなぜ自分がライブラリにいるのか聞きたいということだが、男性2人と聞いて別な期待も持っているようだ。
オーラは黄色で､長い金髪に天使の輪のような形にしている｡
ハーメルン
声 - 前野智昭
2019年10月10日より追加。
独特な美意識を持ち、それがこの世で唯一信じられる真実とする｢耽美｣の笛吹き男｡
世界は美しくあるべきと考えており、美しいものは美しい自分が食し、自分の一部になるべきと考えている。花だろうが人体だろうが食べる気でいる。そんな美しい自分の前に現れる醜いもの、汚いものに対して嫌悪感を露わにする。
作者への言及は特になし。オーラは菫色｡
マッチ売りの少女
声 - 相良茉優
2020年8月19日より追加。
生まれたときから貧乏であることから､節約にしがみついている｢業火｣の少女｡
倹約家でもあり､お金の大事さを知っており､もったいないことが許せず､言葉遣いが荒ぶる一面もある｡
臆病で温厚な性格の白マッチと、凶暴で攻撃的な黒マッチの二つの性格が同居している多重人格者。白マッチの方は作者に特に何も求めていないが、黒マッチの方は作者を殴りつけてやると息巻いている。
オーラは翡翠色で､額に深緑色の角がある｡

### ナビキャラ
キャラクターズを導き、彼らが目的を果たすために必要な物事を示す2体の人形。どちらも性格は良いとは言えず、人を煽ったり嘲ったりするような発言が目立つ。しかしながら、シンデレラにいじめられたり、赤ずきんの暴力に焦ったりと、キャラクターズに振り回される描写もままある。さらにイベントストーリーの進行や説明、UIの新機能解放の説明、運営主催のイベントの司会進行、ガチャ演出時には「当たりデロデロ」と応援(?)するなど運営の声としての活躍の面も多く、人によっては愛着を感じるようだ。声優欄が「？」になっているが、ゲーム内でも機会音声が使われており、性別及び個人の判別は不可能。
ギシン
声 - ？
ロリータ調の衣装を着た少女型のマリオネット。
アンキ
声 - ？
ゴシック調の衣装を着た少年型のマリオネット。

## 他作品とのコラボレーション

### ニーア オートマタ
ヨコオタロウが携わったアクションRPG『ニーア オートマタ』とのコラボ。同コラボは2017年8月24日から同年9月27日まで実施。この期間中はコラボイベントが実施された他、ニーアシリーズに登場した武器の一部がガチャで入手可能となっていた。登場キャラは、ヨルハ二号B型、ヨルハ九号S型、ヨルハA型二号、エミールらが登場する。2018年7月2日に復刻開催。
各キャラクターの詳細設定は『ニーア オートマタ#登場キャラクター』を参照。

### 釣り★スタ
2017年12月13日から2018年1月5日まで開催されたGREEのアプリゲーム『釣り★スタ』とのコラボ。おやっさんとナミがボスとして登場。2019年4月30日に復刻開催

### DOD3
2018年3月26日から4月17日まで開催された『ドラッグオンドラグーン3』とのコラボ。ニーアコラボと同じく、期間中はコラボイベントが実施され、シリーズ武器の入手機会も存在する。ゼロ、ワン、アコール、ミハイルが登場。2019年6月25日から7月9日まで復刻イベントが開催された際に追加でトウ、スリィ、フォウ、ファイブが登場した。
各キャラクターの詳細設定は『ドラッグオンドラグーン3#登場キャラクター』を参照。

### スペースインベーダー
2018年9月25日から2018年10月15日まで開催されたタイトーのスペースインベーダーとのコラボ。2019年1月7日に復刻開催。

### ニーア レプリカント
2019年2月21日から3月8日まで開催された『ニーア レプリカント』とのコラボ。期間中はシリーズ武器の入手機会も存在する。青年ニーア、少年ニーア、カイネ、エミール、デボル&ポポルが登場した。2020年6月19日から6月30日まで復刻イベントが開催された際に追加でヨナ、仮面の王が登場した。2021年6月22日から7月6日まで復刻イベントが開催された際に追加で謎の少女が登場した。
各キャラクターの詳細設定は『ニーア ゲシュタルト/レプリカント#登場キャラクター』を参照。

### コードギアス 反逆のルルーシュ
2019年7月25日から2019年8月8日まで開催された『コードギアス 反逆のルルーシュ』とのコラボ。枢木スザク、ルルーシュ・ランペルージ、C.C.、紅月カレン、ユーフェミアが登場。
各キャラクターの詳細設定は『コードギアスシリーズの登場人物』を参照。

### ファイナルファンタジー ブレイブエクスヴィアス
2019年9月19日から2019年10月3日まで開催された『ファイナルファンタジー ブレイブエクスヴィアス』とのコラボ。レイン、フィーナが登場。2021年4月12日に復刻開催。
各キャラクターの詳細設定は『ファイナルファンタジー ブレイブエクスヴィアス#登場人物』を参照。

### Re:ゼロから始める異世界生活
2019年11月12日から2019年11月26日まで開催された『Re:ゼロから始める異世界生活』とのコラボ。ナツキ・スバル、エミリア、レム、ラム、ラインハルトが登場。
各キャラクターの詳細設定は『Re:ゼロから始める異世界生活#登場人物』を参照。

### GEMS COMPANY
2020年4月16日から2020年4月28日まで開催された『GEMS COMPANY』とのコラボ。2020年01月21日に行われた、ジェムカンイケニエ回避投票で投票数の最も少ないメンバー、星菜日向夏が登場。

### ひぐらしのなく頃に
2020年8月25日から2020年9月10日まで開催された『ひぐらしのなく頃に』とのコラボ。前原圭一、竜宮レナ、園崎魅音、北条沙都子、古手梨花、羽入が登場。
各キャラクターの詳細設定は『ひぐらしのなく頃にの登場人物』を参照。

### ローゼンメイデン
2020年10月27日から2020年11月10日まで開催された『ローゼンメイデン』とのコラボ。真紅、水銀燈、雛苺、翠星石、蒼星石、金糸雀が登場。
各キャラクターの詳細設定は『ローゼンメイデンの登場人物一覧』を参照。

### 転生したらスライムだった件
2021年2月18日から2021年3月4日まで開催された『転生したらスライムだった件』とのコラボ。リムル＝テンペスト、シズ、シュナ、ミリム・ナーヴァが登場。
各キャラクターの詳細設定は『転生したらスライムだった件#登場人物』を参照。

### いらすとや
2021年4月1日から2021年4月12日まで開催された『いらすとや』とのコラボ。

### DC
2021年9月16日から2021年9月30日まで開催された『バットマン』とのコラボ。バットマン、ジョーカー、ハーレイ・クイン、キャットウーマンが登場。
各キャラクターの詳細設定は『バットマン#登場人物』を参照。

### 黒執事
2021年12月28日から2022年1月11日まで開催された『劇場版『黒執事 Book of the Atlantic』』とのコラボ。セバスチャン、シエル・ファントムハイヴ、エリザベス・ミッドフォード、葬儀屋、グレル・サトクリフが登場。
各キャラクターの詳細設定は『黒執事の登場人物』を参照。

### サンリオキャラクターズ
2022年2月8日から2022年2月22日まで開催された『サンリオキャラクターズ』とのコラボ。
各キャラクターの詳細設定は『サンリオキャラクター#一覧』を参照。

### トワツガイ
2023年10月4日から10月25日まで開催された『トワツガイ』とのコラボ。
このコラボでは珍しくシノアリス側には一切の告知・追加要素などがなく、トワツガイ側にアリスとスノウホワイトがプレイアブルとして実装された。
シノアリスサービス終了後の2023年10月27日にコラボ第2弾の発表があり、2024年3月に赤ずきんとドロシーがトワツガイ側に登場した。第1弾の時と違い、プレイアブル化されたのは赤ずきんだけで、ドロシーは顔グラと声だけの出演となった。

## スタッフ
- クリエイティブディレクター - ヨコオタロウ
- メインキャラクターデザイン - ジノ
- アートディレクター - 三浦拓也
- ゲームディレクター - 岩間裕和
- UIデザインディレクター - 栗田昭
- エンジニアスーパーバイザー - 覚張泰幸
- リードクリエイティブプランナー - 松尾綾樹
- ミュージックディレクター - 岡部啓一
- コンポーザー - 帆足圭吾、瀬尾祥太郎
- プロデューサー - 藤本善也（スクウェア・エニックス）、前田翔悟（ポケラボ）

## コミカライズ
コミック版『SINoALICE -シノアリス-』がマンガUP!にて2019年6月6日から2023年10月12日まで連載
。原作・監修：ヨコオタロウ、脚本：アオキタクト、作画：ヒミコ。
- ヨコオタロウ（原作・監修）・アオキタクト（脚本）・ヒミコ（漫画）・ジノ（オリジナルキャラクターデザイン）『SINoALICE -シノアリス-』スクウェア・エニックス〈ガンガンコミックス UP!〉、全6巻
  1. 2020年8月7日発売[44]、ISBN 978-4-7575-6784-9
  2. 2020年8月7日発売[45]、ISBN 978-4-7575-6785-6
  3. 2021年7月7日発売[46]、ISBN 978-4-7575-7350-5
  4. 2022年2月7日発売[47]、ISBN 978-4-7575-7705-3
  5. 2022年10月6日発売[48]、ISBN 978-4-7575-8191-3
  6. 2024年1月6日発売[49]、ISBN 978-4-7575-8984-1

## ノベライズ
ノベル版『SINoALICE -シノアリス- 黒ノ寓話』がマンガUP!にて2019年12月19日から2020年7月3日まで連載された。単行本化で書き下ろし有り。オムニバス作品。原作・監修：ヨコオタロウ、著者：映島巡、イメージアート：幸田和磨、本文イラスト：ヒミコ。
- ヨコオタロウ（原作・監修）・映島巡（著者）・幸田和磨（イメージアート）ヒミコ（本文イラスト）『小説 SINoALICE 黒ノ寓話』スクウェア・エニックス〈GAME NOVELS〉、全1巻
  - 2020年8月7日発売[50]、ISBN 978-4-7575-6410-7

## 諸情報
サービス4周年のテーマの「生前葬」の由来は3周年終了直後に藤本がアイデアを既に思いついたことから4の別の意味の「し=死」にちなんでデスメタルである事や時期は未定だがサービス終了の意味を込めて「生前葬」になった。生前葬の形でユーザーに感謝の気持ちを込めて全力を注いだ。